# Говинда
Гови́нда (санскр. गोविन्द IAST: Gōvinda «защитник коров», «пасущий коров») — одно из имён Кришны и Вишну в индуизме.
Имя «Говинда» используется для описания Кришны в детские годы, которые он провёл как пастух коров в регионе Браджа. Считается, что поклонение Кришне как племенному божеству Говинде было вторым этапом развития кришнаизма, пришедшим на смену культу Кришны-Васудевы. Эпитет «Говинда» используется по отношению к Кришне в таких священных текстах индуизма как «Махабхарата», «Вишну-пурана», «Бхагавата-пурана» и «Хариванша». В то же время в ряде пуран («Вишну-дхармоттара-пурана», «Агни-пурана», «Падма-пурана») Говинда упоминается как одно из основных 24 имён Вишну. Говинда — это также одно из имён Вишну в «Вишну-сахасранаме».
В шри-вайшнавизме эпитетом Говинды называют наиболее почитаемые образы Вишну — Венкатешвару, Падманабхи, Гуруваюраппана, Партхасаратхи, Ранганатху и других.

## Этимология
«Говинда» считается пракритской формой санскритского слова «Гопендра», то есть повелитель коров. В Индии коровы считаются священными животными и олицетворением добродетели. Корова отождествляется с Притхиви, богиней Земли. Она почитается как мать богов и всех живых существ. Корова является её зооморфным образом. Таким образом, защищая или опекая коров, Вишну оберегает всех живых существ Земли.
«Вишну-сахасранама», или гимн 1000 имён Вишну, воспевает имя Говинды трижды. Он «тот, кто поднял Землю», что отсылает читателя к истории спасения Земли аватарой Варахой; «тот, кто защищает корову», с которой отождествляется богиня земли Притхиви; а также «тот, кого достигают ведийские гимны», то есть Брахманом, или Высшей реальностью. Молитва в восьми стихах, воспевающая имя Хари (Бога) — «Харинама-аштакам» — перечисляет Говинду наряду с другими божественными именами Вишну.
Андрогинная форма четы Вишну-Лакшми, символизирующая единство и недвойственность божественного начала, в случае с Говиндой носит имя «Говинда-Канти».

## Происхождение имени
Имя Говинды возникло как эпитет Вишну в историях спасения Земли как Варахи и Ваманы. Аватара Вишну в образе вепря Варахи поднял Землю из глубины океана, куда её унес демон Хираньякша. Спасение Земли превращает Вишну в защитника мироздания и приносит благодарность богини Земли. Эпос «Махабхарата» воспевает его как защитника Земли, нырнувшего в воды молочного океана:

Они (сестры Кадру и Вината) увидели молочный океан, вместилище вод, изобилующий исполинскими рыбами, которые проглатывают китов, и макарами, полный разнообразных существ, исчисляемых многими тысячами, всегда неприступный из-за страшных (его обитателей), кишащий черепахами и крокодилами. (Это было) вместилище всяческих драгоценных камней, жилище Варуны, чудесное и превосходное обиталище змей… Океан был мутен, ибо воды его были взволнованы Господом Говиндой, наделённым неизмеримою доблестью, который под видом вепря разыскивает Землю.

…
Океан служит в начале каждой юги ложем Вишну, который обладает неизмеримою мощью, имеет лотос вместо пупа и (сам) пребывает в глубоком сне мистической йоги. Благоприятный, он давал воду вместо жертвенного масла пылающему огню, который выходит из пасти небесной божественной кобылицы (Ашвини).
— Махабхарата, книга «Адипарва», глава 19
В «Вамана-пурана» Вишну перечисляет свои рождения на Земле. В 13 стихе 30 главы он упоминает рождение Говинды в облике Ваманы для защиты Земли от демона Бали. История со спасением Земли повторяется в эпизоде с потопом, посланным Индрой. Её подробности раскрывает XII глава «Вишну-пураны». После того, как Вишну в облике Кришны защитил живых существ от вод, льющихся с небес, подняв холм Говардхана, сам Индра спустился к нему. Он назвал спасителя «Индрой коров», то есть царём коров и «Говиндой», то есть тем, кто знает, собирает и ухаживает за коровами — их защитником. Произнеся новое имя, Индра взял кувшин со святой водой и выполнил церемониальное омовение. Стадо коров, окружившее своего спасителя, во время празднования затопило Землю своим молоком.
«Бхагавата-пурана» описывает Говинду как покровителя и защитника своих преданных бхакт. В истории о Прахладе Говинда предстает его заботливым опекуном:

Он (Прахлада) всюду ощущал на себе ласковый взгляд Всевышнего и всегда пребывал словно в забытьи, не сознавая, где он, как сидит, как ходит, лежит, ест, пьёт или разговаривает. Он даже не заботился о потребностях тела, доверив свою судьбу Господу чувств — Шри Говинде.
— «Бхагавата-пурана», книга 7, глава 4, текст 38, С. 282

Образы защитника Говинды
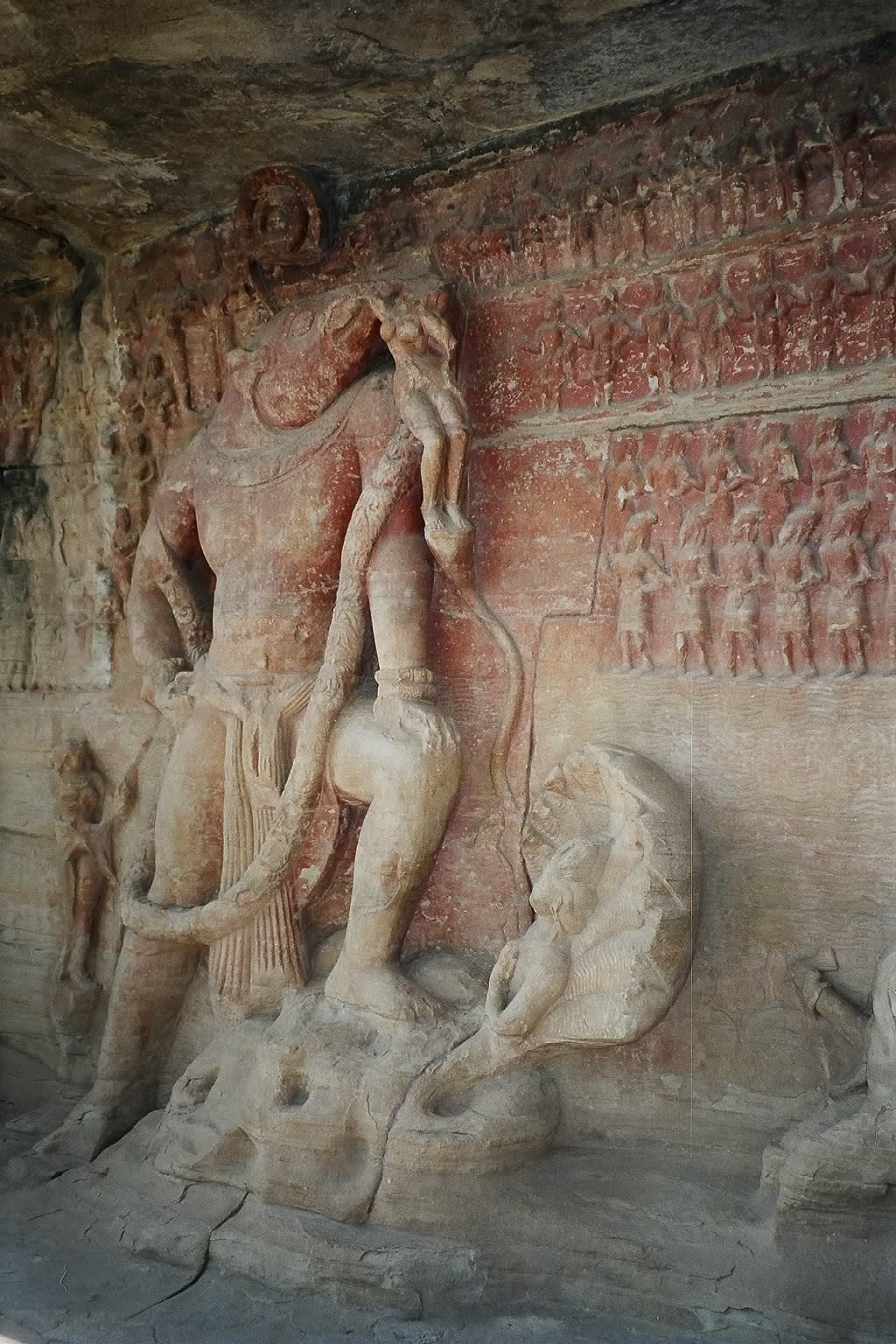
Мать-Земля держится за Вишну в облике могучего вепря Варахи. Пещерный храм Удаягири.
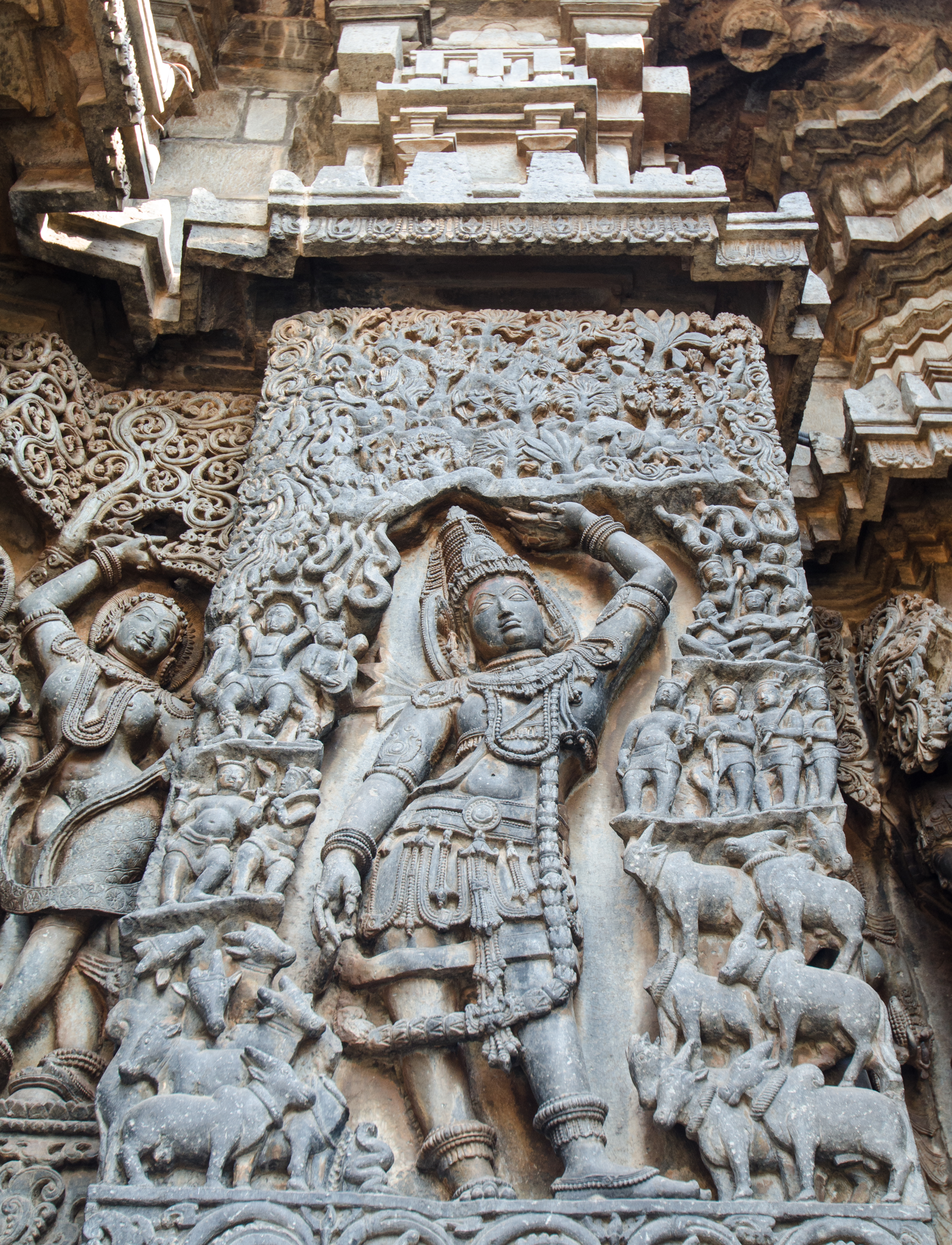
Вишну в облике Кришны спасает жителей и коров от небесного потопа. Храм Хойсалешвара.
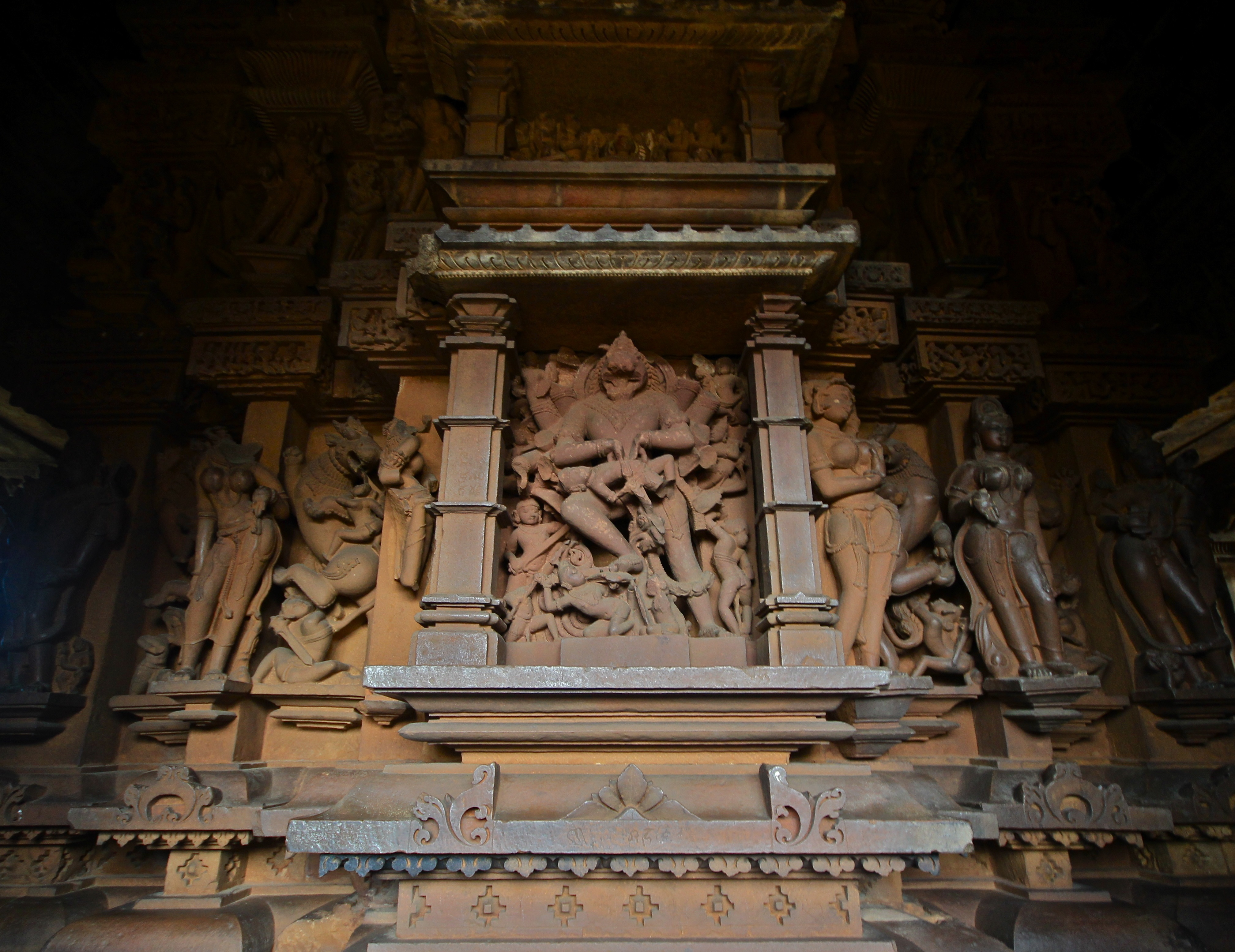
Вишну в облике Нарасимхи защищает Прахладу от Хираньякашипу. Храм Лакшмана в Кхаджурахо

## Художественные образы Говинды
Говинда представляет собой многогранный образ, символически связанный со спасением Земли в облике коровы. Одним из прекрасных образцов искусства, воспевающим деяния Вишну, является комплекс пещерных храмов в Махабалипураме. Среди них выделяется храмовая пещера пяти Пандавов. В ней можно найти каменные иллюстрации к истории с Говардханой. Вишну-Кришна удерживает холм, несёт сосуд молока — дары гопи и т. д. Величественные барельефы со спасителем Вишну встречают путников в пещерных храмах Бадами. Они иллюстрируют его тесные отношения с богиней Земли. В Южной Индии популярность Говинды распространилась благодаря песням тамильских святых поэтов-альваров. Они воспевали Вишну и женскую преданность ему душ. Эротический и мистический аспекты отношений к Вишну сливаются вместе и находят выражение в произведениях единственной женщины-альвара Андаль. Все вместе множественные художественные образы Говинды рисуют богатый образ спасителя мира, поддерживающего и сохраняющего жизнь.

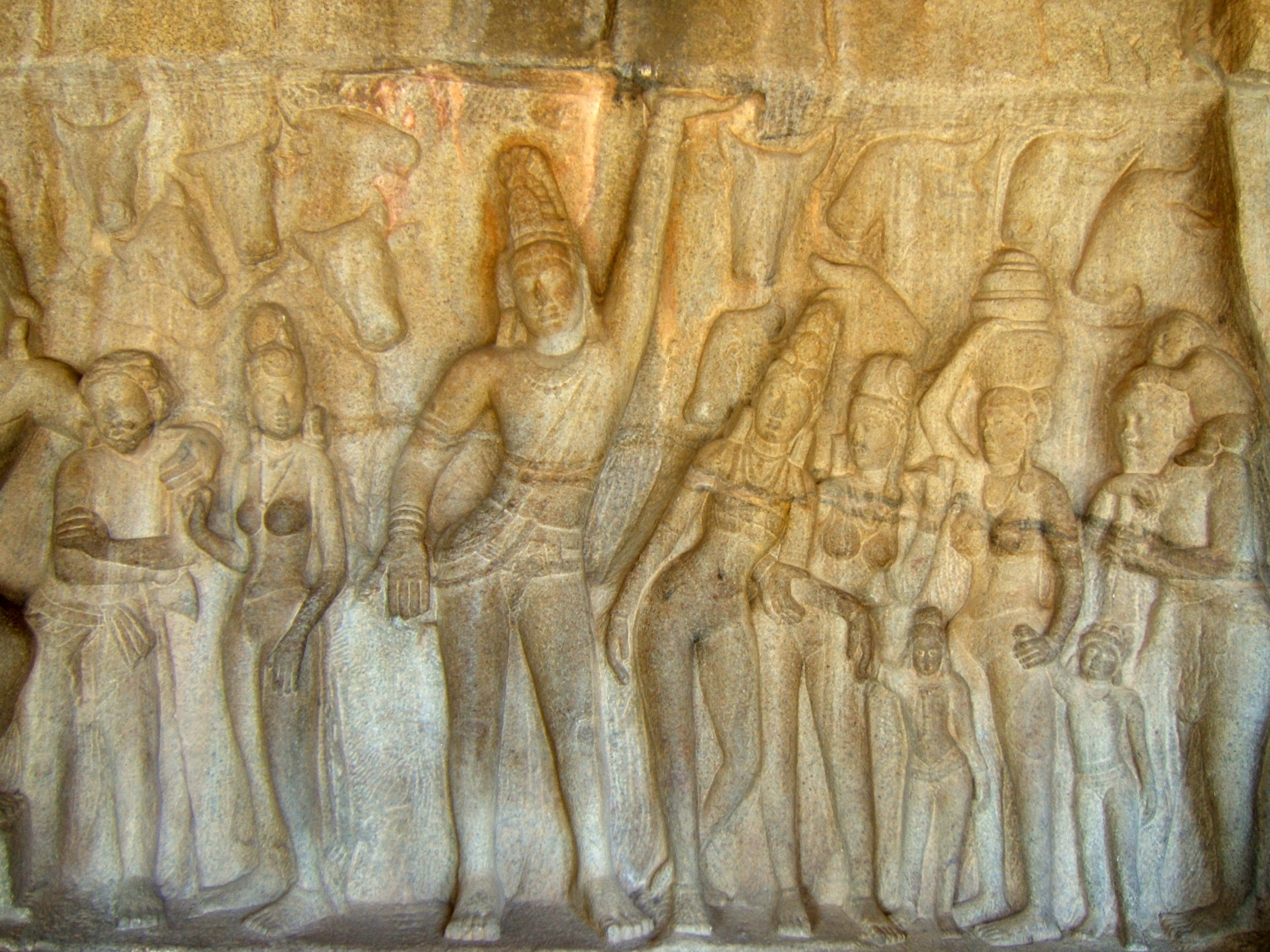
История с Говардханой, Махабалипурам
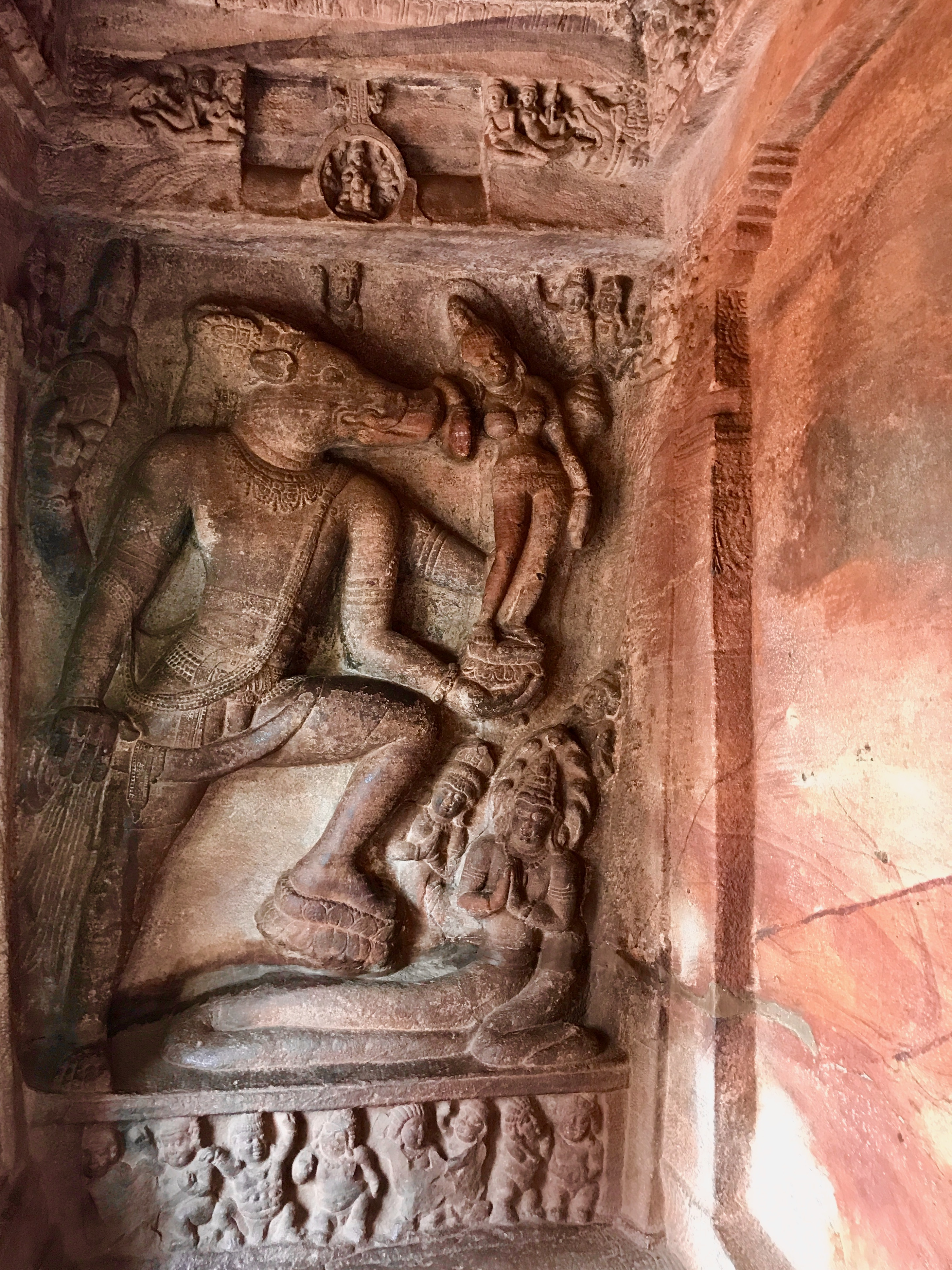
История с Варахой, Бадами
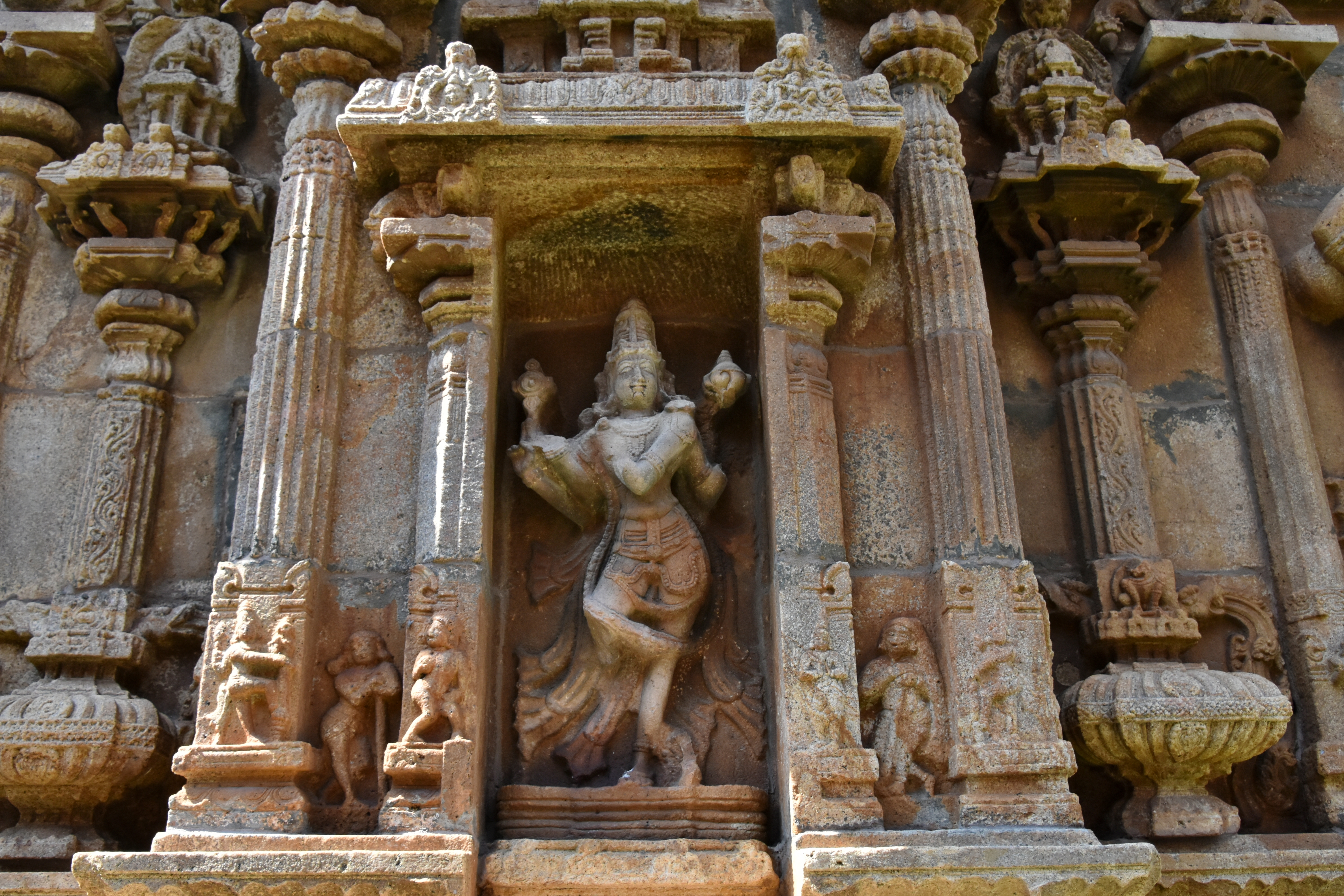
Вишну-Говинда, Храм Венугопала свами в комплексе Ранганатхи, Шрирангам

## Воспевание Говинды
Говинде посвящено несколько поэтических произведений. Шанкара взывал к Говинде как к спасителю, который может избавить от земных страданий. Он написал гимн под названием «Бхаджа-говиндам». Повторяя с любовью имя Говинды любой может обрести спасение — провозглашал  Шанкара: «воспевай Говинду и ты можешь легко пересечь океан рождения и смерти»:
| Деванагари                                                         | IAST | Перевод |
| ------------------------------------------------------------------ | --- | --- |
| भज गोविन्दं भज गोविन्दं गोविन्दं भज मूढमते । सम्प्राप्ते सन्निहिते काले नहि नहि रक्षति डुकृङ्करणे ॥ | bhaja govindaṁ bhaja govindaṁ govindaṁ bhaja mūḍha-mate \| samprāpte sannihite kāle nahi nahi rakṣati ḍukṛṅkaraṇe \|\| | Поклоняйся Говинде, поклоняйся Говинде, Поклоняйся Говинде, о заблудший ум! Когда придет смерть, Правила грамматики не спасут тебя. |

Джаядева сочинил «Гитаговинду», то есть «Песнь о Говинде» — поэму, посвящённую любовным отношениям между Всевышним и душой:

…
Чтоб беды победить, хвалу поем стопам мы славного Говинды

Как лотосы они, омытые струёй Мандакини нектарной,

И перед ними ниц Пурандара склонен, и всех бессмертных сонмы

Роями темных пчел сапфиры их венцов те стопы покрывают
…
.
— Джаядева. «Гитаговинда», XII век
| Группа-исполнитель (год)    | Произведение                                                                            | Аудио-образец |
| --------------------------- | --------------------------------------------------------------------------------------- | ------------- |
| Radha Krishna Temple (1970) | «Govinda», молитва из «Брахма-самхита», записанная в виде поп-песни Джорджем Харрисоном | Ссылка        |
| Kula Shaker (1996)          | «Govinda», песня британской инди-рок группы, написанная на санскрите                    | Ссылка        |
| Маврин (2015)               | «Говинда», песня российской рок-группы с включением мантр в текст произведения          | Ссылка        |

## Храмы Говинды
Говинде как защитнику верующих посвящено множество храмов, как в Южной, так и в Северной Индии, а также в Бангладеш. Более того, почитание Говинды распространилось среди индуистского населения Юго-Восточной Азии, вплоть до Индонезии. В Южной Индии хорошо известен гигантский комплекс Храма Говинда-раджи в Тирупати, тесно связанный с жизнью основателя шри-вайшнавизма Рамануджи. Он является одним из самых ранних сооружений в Тирупати, а также самым большим храмовым комплексом в округе. Хотя Рамануджа освятил его в 1130 году, внутри храмового комплекса находятся сооружения, относящиеся к IX и X векам. В Северной Индии в области Матхуры находится большое число храмов Говинды. Самым большим из них, хотя и нерегулярно действующим является Храм Говинда-дева, построенный в 1590 году по случаю посещения Акбаром Великим Бриндавана.
Известные храмы Говинды

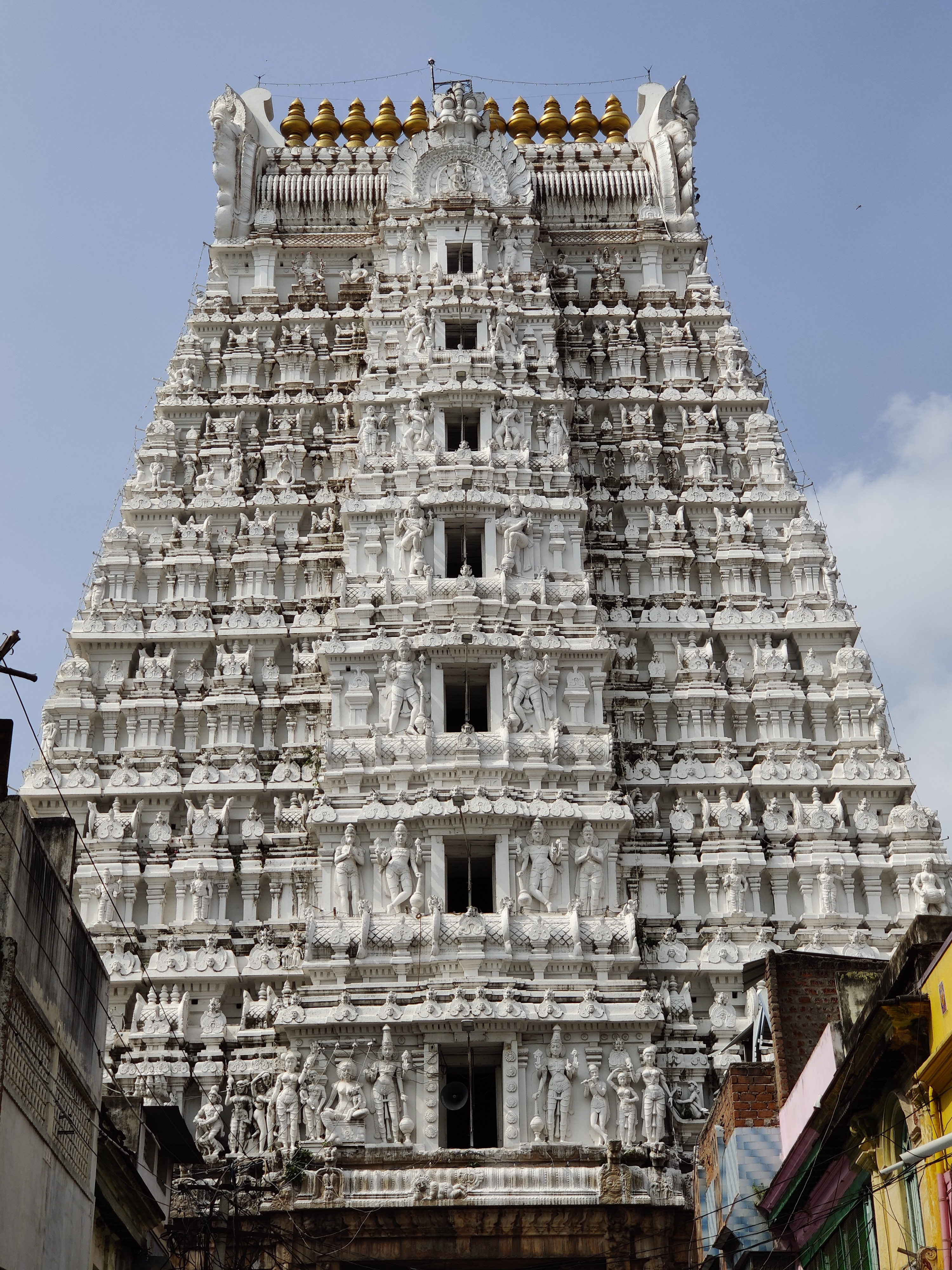
Храм Говинда-раджа, Тирупати
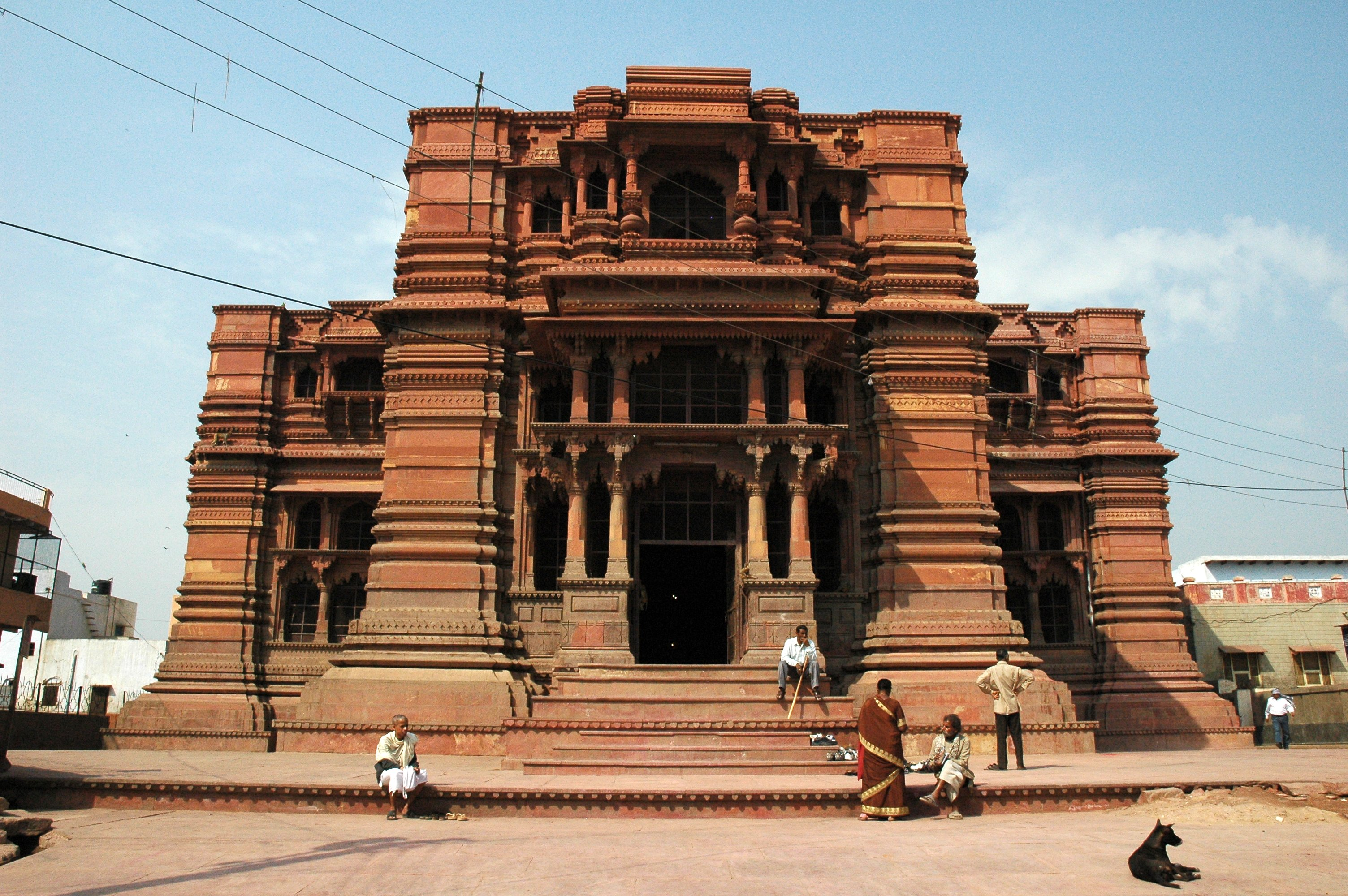
Храм Говинда-дев в Бриндаване
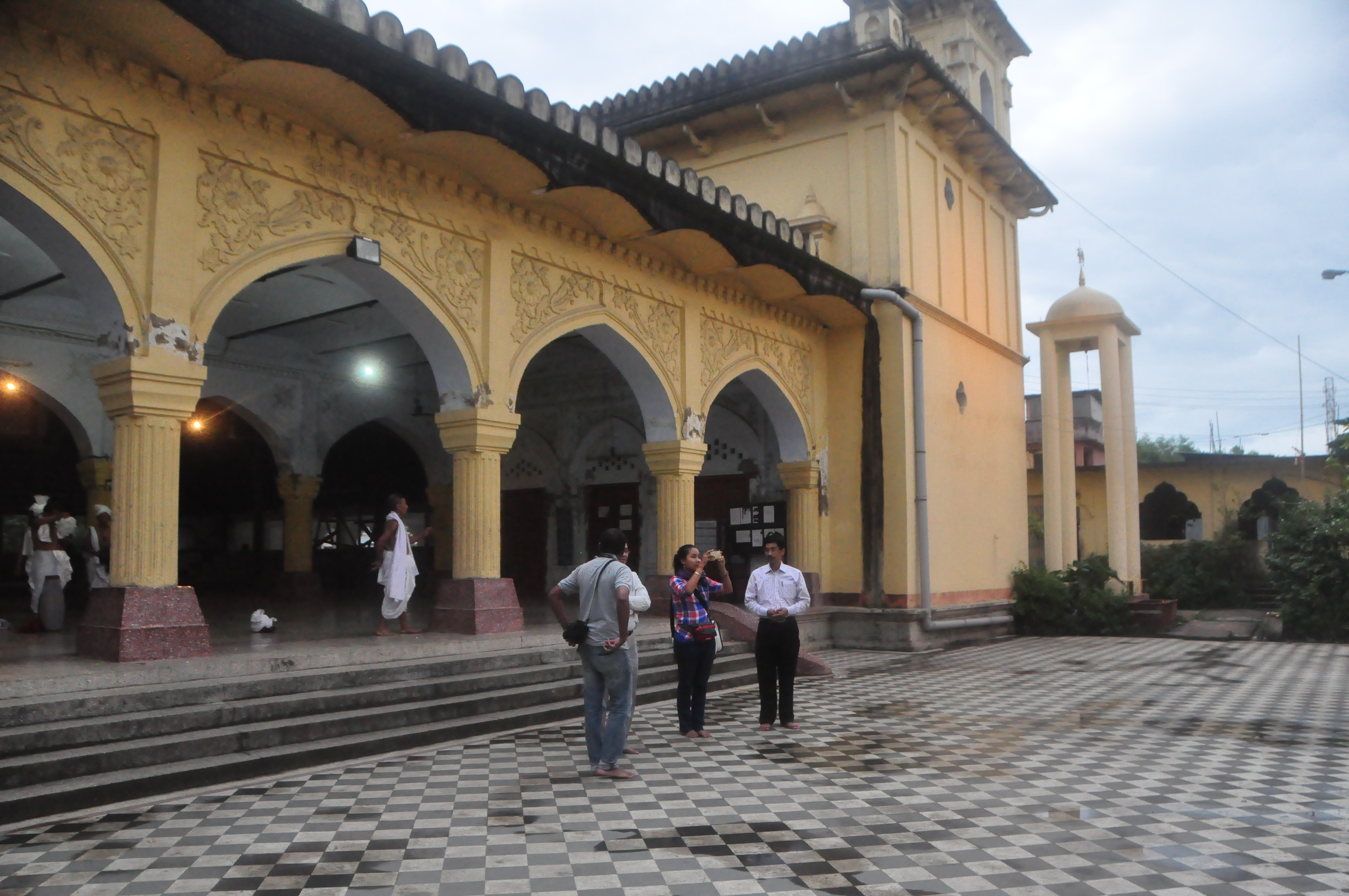
Храм Шри Говинда-джи, Манипур
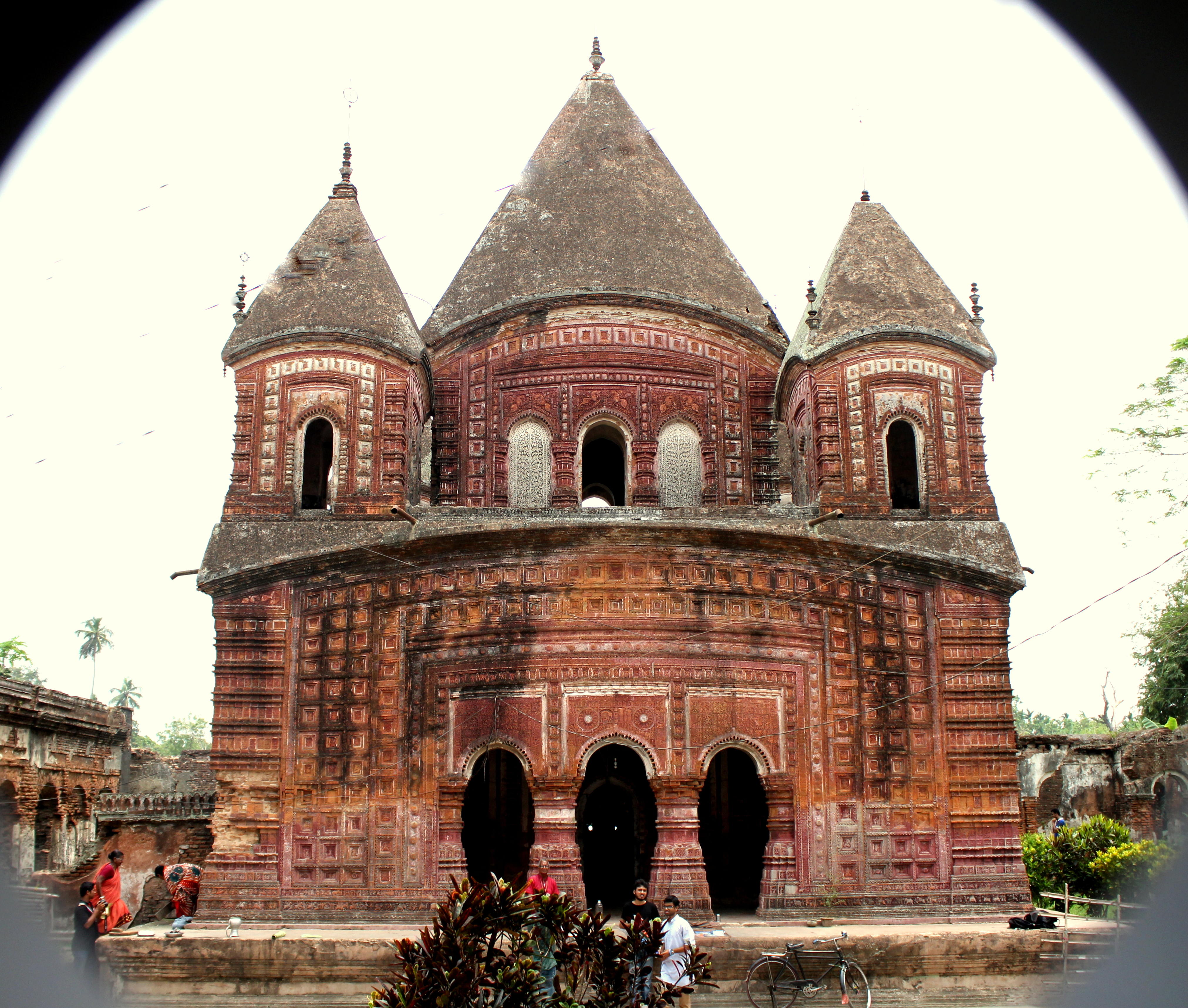
Панчаратна Говинда Мандир, Бангладеш